# Intik
Intik est un groupe de hip-hop algérien, originaire d'Alger. Il est composé de quatre membres (Youssef « Darkman », Nabil, Reda, et Samir). Né sur les cendres des manifestations d'Alger à l'automne de 1988. Le groupe rappe en argot algérois et en français, mélangeant hip-hop, reggae, chaâbi, raï et soul. Intik fait son entrée sur la scène rap en janvier 2000 avec son premier album éponyme. En 2001, le groupe sort l'album La Victoire.

## Biographie

### Formation et débuts (1988–1998)
Le groupe est formé en 1988 après les violences qui ont frappé l'Algérie. À la suite de ces événements, quatre jeunes manifestants (ils ont alors entre dix et quatorze ans) en sortent totalement transformés. Intik naît dans la douleur et dans la révolte. La signification du nom du groupe, est « ça baigne » en argot algérien, comme un pied de nez pour dire que rien ne va,. Reda (alias Daddy R) et les autres membres affûtent leurs textes pour installer leur rap dans leur pays. Quelques concerts dans des salles obscures assurent la pseudo-promotion de ce groupe clandestin interdit d'antenne.
En décembre 1998, Intik débarque en France, invité par Imhotep, l'architecte sonore d'IAM, pour participer au festival Logique Hip Hop à Marseille. Intik tourne dans l'Hexagone et participe aux freestyles et aux concerts Stop la violence.

### Intik(1999–2000)
Le tube Va le dire à ta mère d'Intik, marqué par un son reggae-chaâbi, est repris par des fans du groupe. Intik, le premier album du groupe, est enregistré en dehors de l’Algérie. Sur l'album, Intik y inscrit des couplets contre le système mafieux derrière l’économie de marché et du terrorisme, et témoigne des horreurs des intégristes (Va le dire à ta mère, Boumba produit avec Imhotep d’IAM) sans jamais dédouaner le pouvoir en place (Les Disparus, Entre deux feux de tyrans, L’Injustice). L'album est chanté en arabe ou en français, et comprend une variété de samples allant de Beethoven à Mohamed Abdelwaheb mixée par Bristolien Tim Saul (Earthling). Pour Les Inrocks « alternant entre un hip-hop sombre et somptueux et un reggae triste et chaleureux, Intik réussit la fusion inédite entre les mélopées des musiques algériennes, chaâbi algérois et raï oranais, le beat lourd des boucles rap, le groove des productions R. Kelly. »

### La Victoireet fin (2001–2006)
Le groupe publie son deuxième et dernier album, La Victoire en 2001. Le groupe décide ensuite de se séparer en 2006. Après ces réalisations, Youss voulait « faire son propre truc », affirmant qu'il « ne pouvait pas aller faire un troisième album, car il était trop épuisant. » En conséquence, Youcef affirme qu'il était responsable de « tout » impliqué avec mettre ensemble les deux albums, qui comprenait écrire les chansons et la gestion du groupe. Youcef affirme que le message du groupe est un appel à la population pour la paix.

## Discographie
- 1999 : Intik
- 2001 : La Victoire